# ماكامبا
ماكامبا (بالإنجليزية: Makamba)‏ هي مدينة في بوروندي، وهي عاصمة مقاطعة ماكامبا.
يبلغ عدد سكانها حوالي 9,396 نسمة.